# Campeonato Paulista 1918
In 1918 werd het zeventiende Campeonato Paulista gespeeld voor clubs uit de Braziliaanse staat São Paulo. De competitie werd gespeeld van 7 april 1918 tot 19 januari 1919. De competitie sleepte lang aan door het uitbreken van de Spaanse griep in São Paulo, waardoor onder andere Palestra Itália de competitie verliet. Paulistano werd kampioen. 
Arthur Friedenreich van Paulistano werd topschutter met 25 goals. 

## Eindstand
| Plaats | Club          | Wed. | W  | G | V  | Saldo | Ptn. |
| ------ | ------------- | ---- | -- | - | -- | ----- | ---- |
| 1.     | Paulistano    | 15   | 12 | 0 | 3  | 65:11 | 24   |
| 2.     | Corinthians   | 15   | 11 | 1 | 3  | 57:15 | 23   |
| 3.     | AA Palmeiras  | 15   | 9  | 2 | 4  | 33:24 | 20   |
| 4.     | Santos        | 16   | 7  | 4 | 2  | 42:26 | 18   |
| 5.     | Ypiranga      | 13   | 6  | 0 | 7  | 22:38 | 12   |
| 5.     | AA São Bento  | 12   | 4  | 2 | 6  | 39:34 | 10   |
| 7.     | Mackenzie     | 11   | 2  | 0 | 9  | 17:38 | 4    |
| 8.     | Internacional | 14   | 2  | 0 | 12 | 16:64 | 4    |
| 9.     | Minas Gerais  | 12   | 2  | 1 | 9  | 48:39 | 5    |

|  | Kampioen |

### Kampioen
| Campeonato Paulista de 1918    |
| São Paulo                      |
| ------------------------------ |
| PAULISTANO Kampioen (6° titel) |

## Topschutter
| Speler            | Speler              | Goals | Club       |
| ----------------- | ------------------- | ----- | ---------- |
| Vlag van Brazilië | Arthur Friedenreich | 25    | Paulistano |